# Frank Teller
Frank Teller (* 9. November 1965 in Steinheidel-Erlabrunn; † 4. Dezember 2016) war ein deutscher Heimatforscher und Denkmalpfleger in Johanngeorgenstadt im Erzgebirgskreis im Freistaat Sachsen.

## Leben

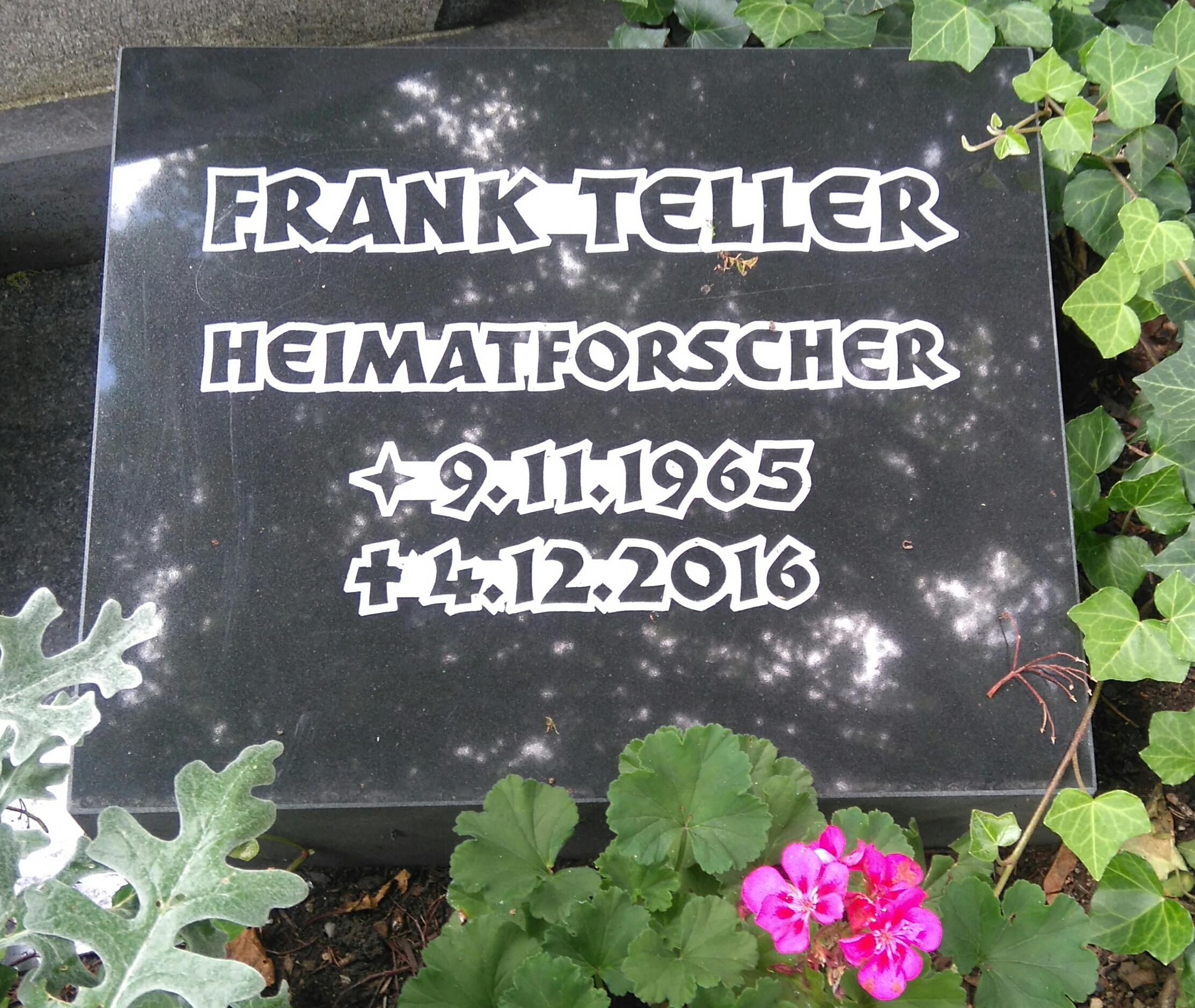
Grabstätte auf dem Friedhof Johanngeorgenstadt

Frank Teller entstammte einer alteingesessenen Bergschmiedefamilie und war der Sohn des Heimatforschers und Denkmalpflegers Christian Teller (1933–2008). Nach dem Schulbesuch in Johanngeorgenstadt absolvierte Teller eine Berufsausbildung zum Werkzeugmacher mit Abitur. An der Technischen Hochschule Karl-Marx-Stadt studierte er anschließend Informatik mit Abschluss als Diplom-Ingenieur. Beruflich war er in der Tischler GmbH in Johanngeorgenstadt und ab 2002 in der Verwaltung des Autohauses Teller tätig.
Bereits in früher Jugend, etwa in der 6. Klasse, begann er sich wie sein Vater in der Freizeit für regionale und insbesondere die Bergbaugeschichte von Johanngeorgenstadt und Umgebung zu interessieren. Er entwickelte sich zu einem versierten Kenner der Geschichte des Alt- und Wismutbergbaus im oberen Erzgebirge. Teller gehörte bis zu seinem Tod im Alter von 51 Jahren dem Vorstand des Fördervereins Pferdegöpel Johanngeorgenstadt e. V. an. Der nach dem Zweiten Weltkrieg durch die SDAG Wismut abgerissene Pferdegöpel in Johanngeorgenstadt war maßgeblich auf Initiative seines Vaters wiederaufgebaut worden.

## Werke

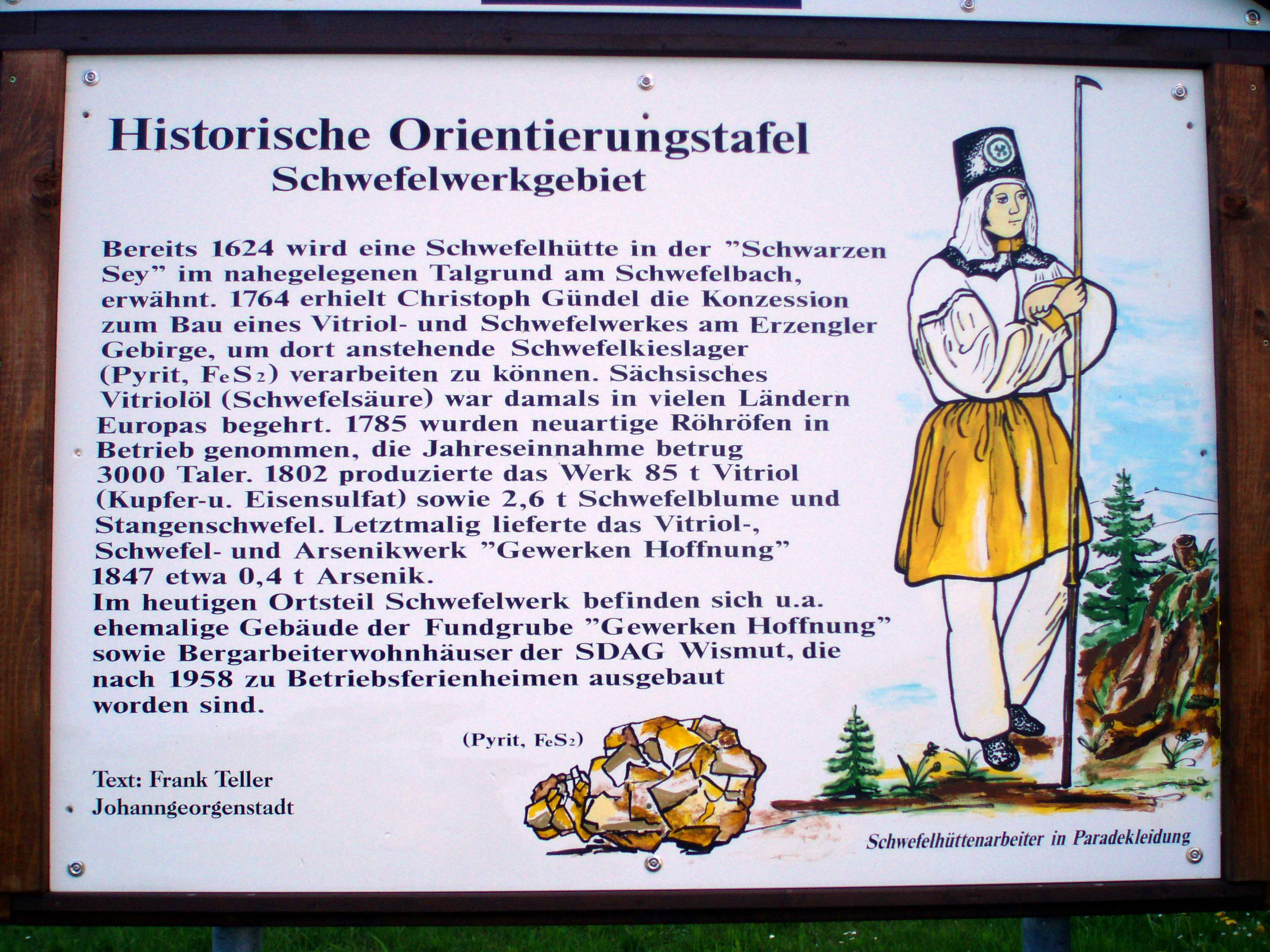
Historische Orientierungstafel im Schwefelwerkgebiet mit Text von Frank Teller

Teller hielt – wie bereits sein Vater – zahlreiche Vorträge und veröffentlichte in der Regionalpresse und -literatur mehrere Aufsätze; meist mit Bezug zum Bergbau, darunter im Jahrbuch Erzgebirge, in den Erzgebirgischen Heimatblättern, im Anschnitt und den Mitteilungen […] des Landesvereins Sächsischer Heimatschutz e. V., im Nachrichtenblatt und Anzeiger für Johanngeorgenstadt und Umgebung und in der Freie Presse, Ausgabe Schwarzenberg.
Zu seinen teils voluminösen Monographien gehören:
- Erlebnis Bergbau – Pferdegöpel Johanngeorgenstadt, Johanngeorgenstadt: Fremdenverkehrsamt Johanngeorgenstadt (Hrsg.), [um 1993].
- Pferdegöpel Johanngeorgenstadt, Johanngeorgenstadt: Förderverein Pferdegöpel Johanngeorgenstadt e. V. (Hrsg.), [um 1994].
- Bergbaulehrpfad Johanngeorgenstadt, Johanngeorgenstadt: Förderverein Pferdegöpel Johanngeorgenstadt e. V. (Hrsg.) [um 1995].
- Bergbau und Bergstadt Johanngeorgenstadt, Johanngeorgenstadt: Förderverein Pferdegöpel Johanngeorgenstadt e. V. (Hrsg.), 2001.
- Umbruch, Aufbruch, Abbruch. Johanngeorgenstadt 1945–1961., Johanngeorgenstadt: Förderverein Pferdegöpel Johanngeorgenstadt e. V. (Hrsg.), 2009; 2. Aufl. 2010.

Im Weichbild von Johanngeorgenstadt befinden sich mehrere historische Orientierungstafeln mit Texten von Frank Teller.

## Ehrungen
Beim Sächsischen Landespreis für Heimatforschung erreichte er 2010 mit Umbruch, Aufbruch, Abbruch. Johanngeorgenstadt 1945–1961, einer Monographie über die Wismutzeit Johanngeorgenstadts, den zweiten Platz. Im gleichen Jahr wurde ihm der Ehrenpreis der Stadt Johanngeorgenstadt verliehen.